# Fentolamina

Fentolamina

A fentolamina é um fármaco bloqueador alfadrenérgico e possui a mesma ação da fenoxibenzamina.
Suas diferenças são as seguintes:
- Bloqueio competitivo de receptores alfa-1 e alfa-2;
- Hipotensão e inversão vasomotora da adrenalina;
- Ações sobre a musculatura cardíaca e lisa, incluindo estimulação cardíaca, do trato gastrointestinal bloqueado pela atropina, da secreção gástrica e vasodilatação periférica;
- Pode provocar arritmias e dor anginosa;
- Utilizada a curto prazo no controle de hipertensão arterial em pacientes com feocromocitoma.